# Dispositivo de manobra

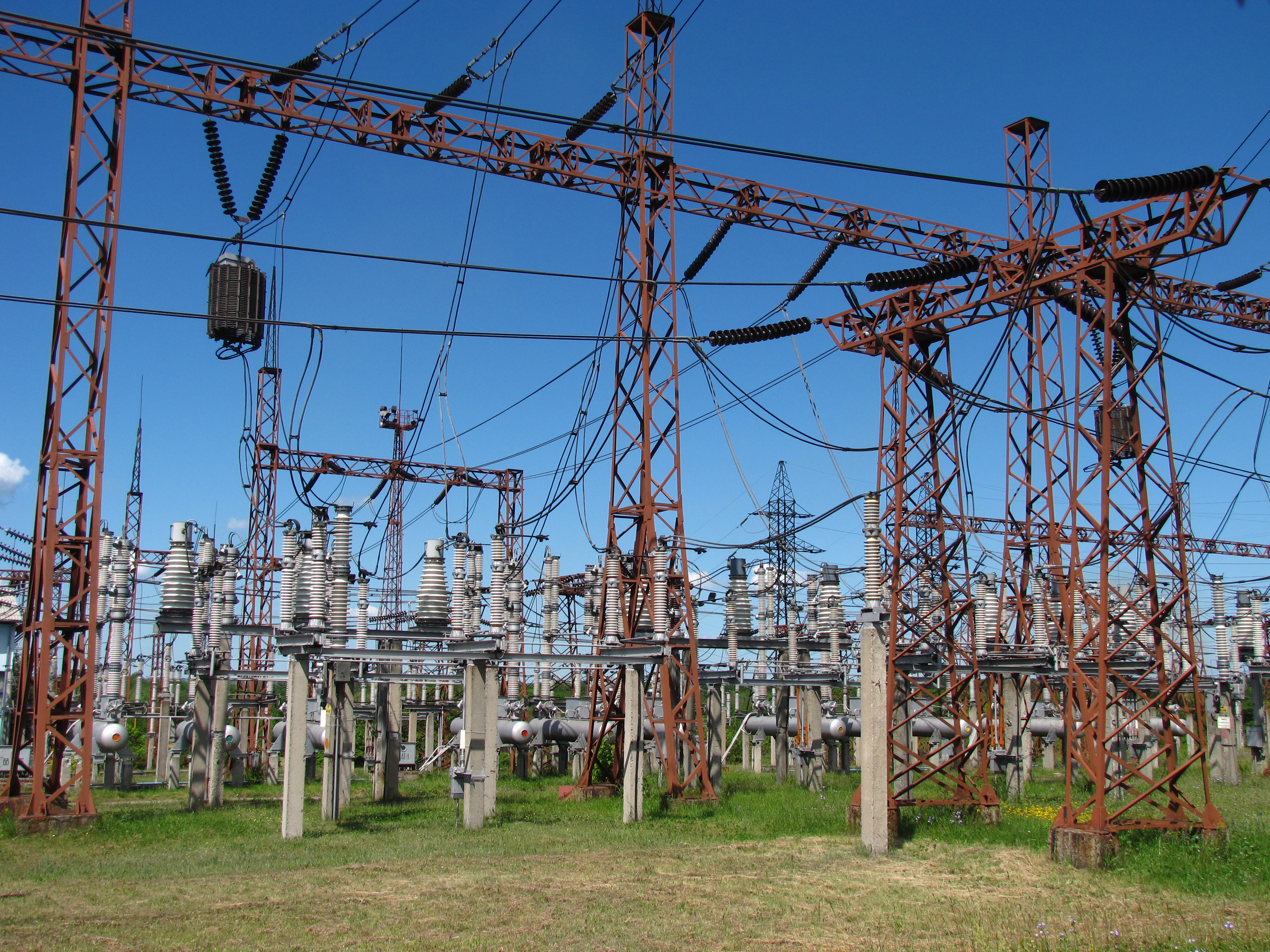
Dispositivos de manobra de alta tensão

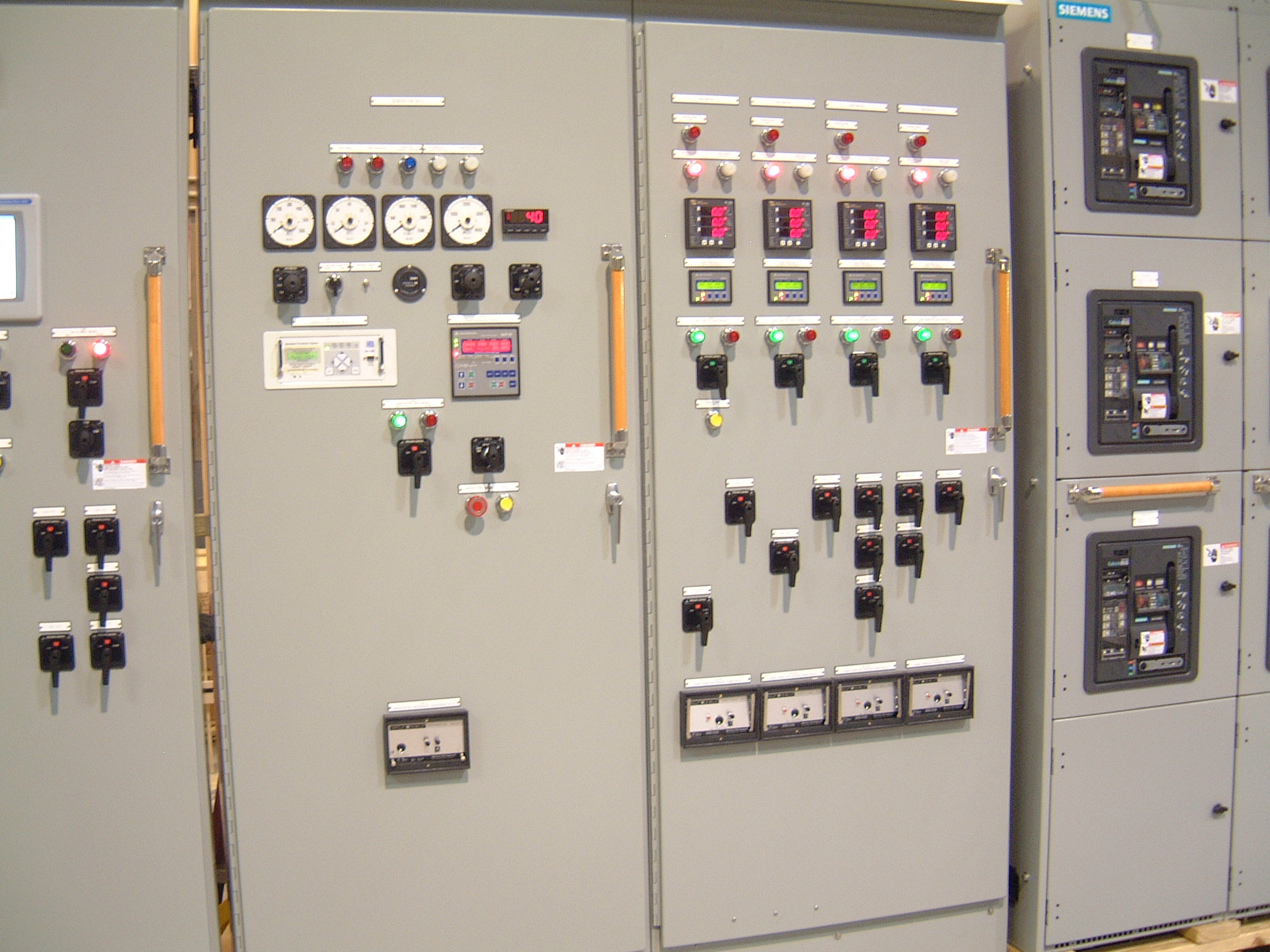
Seção de painel de um grande dispositivo de manobra

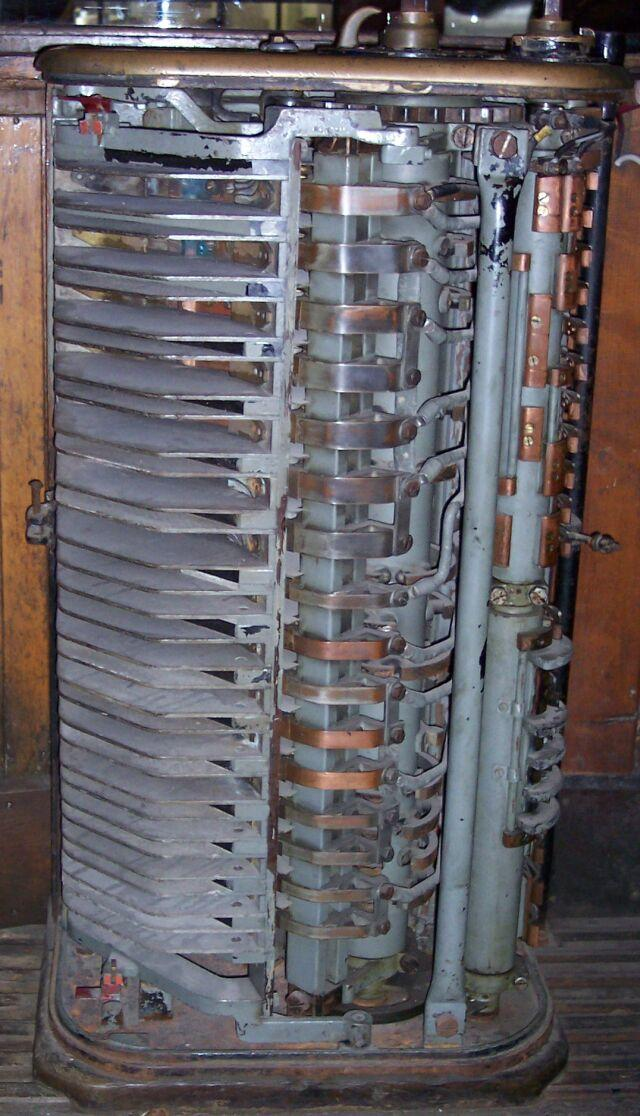
Comutadora de derivações em carga desmontada (do inglês OLTC = On-Load Tap Changer)

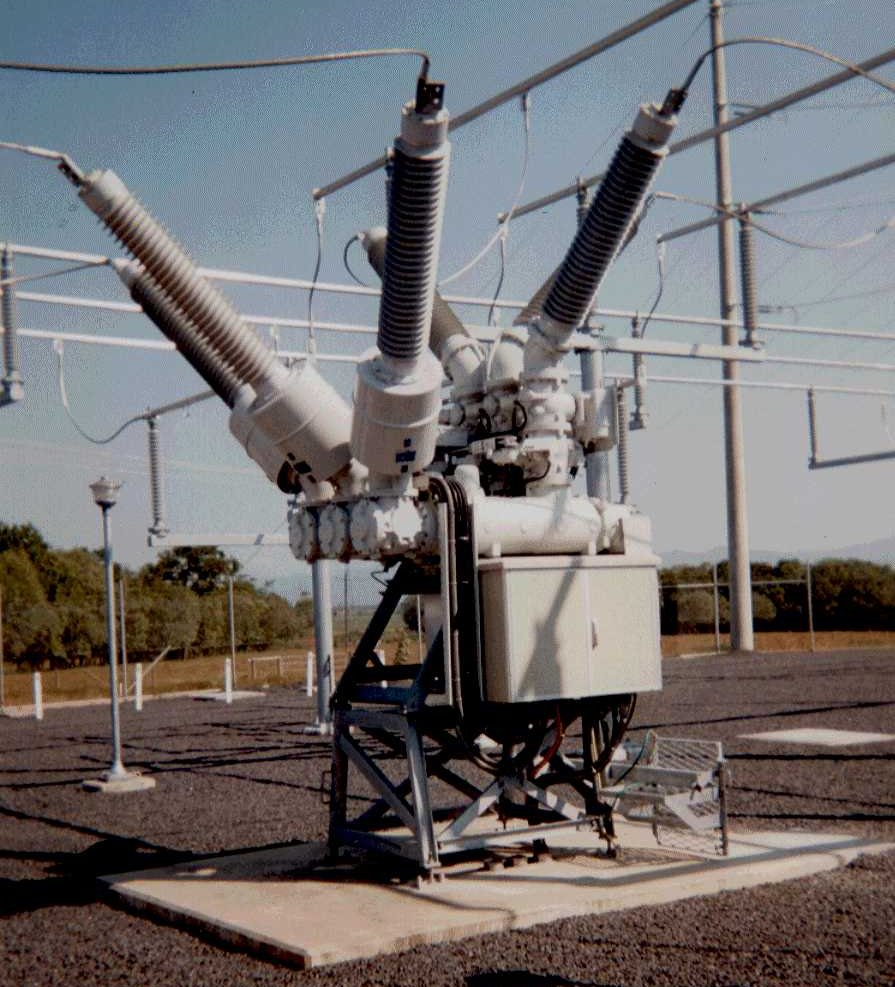
Este disjuntor usa gás SF_{6} e o próprio ar como isolante elétrico

Em um sistema elétrico de potência, o dispositivo de manobra é composto de chaves seccionadoras, fusíveis ou disjuntores / religadores usados para controlar, proteger e isolar instalações elétricas. O dispositivo de manobra é usado para desenergizar o equipamento para permitir que algum trabalho seja feito nele(s) e para limpar as falhas a jusante. Esse tipo de equipamento está diretamente ligado à confiabilidade do fornecimento de energia elétrica.
As primeiras usinas e subestações usavam chaves faca simples, montados em painéis isolantes de mármore ou amianto. Os níveis de energia e as tensões aumentaram rapidamente, tornando a abertura de chaves operadas manualmente muito perigosa para qualquer coisa que não seja o isolamento de um circuito desenergizado. Os equipamentos de manobra preenchidos com óleo permitem que a energia do arco seja contida e controlada com segurança. No início do século XX, um dispositivo de manobra seria uma estrutura fechada de metal com elementos de comutação e/ou interrupção operados eletricamente, usando extinção de arco elétrico a óleo. Hoje, os equipamentos com óleo foram amplamente substituídos por equipamentos de jato de ar, vácuo ou SF6, permitindo que grandes correntes e níveis de potência sejam controlados com segurança por equipamentos automáticos.
O dispositivo de manobra de alta tensão foi inventado no final do século XIX para operar motores e outras máquinas elétricas. A tecnologia foi aprimorada ao longo do tempo e agora pode ser usada com tensões de até 1,1 MV.
Normalmente, os dispositivos de manobras em subestações estão localizados nos lados da alta e baixa tensão de grandes transformadores de potência. O dispositivo de manobra do lado de baixa tensão dos transformadores pode estar localizado em um prédio, com disjuntores / religadores de média tensão para circuitos de distribuição, junto com equipamentos de medição, controle e proteção. Para aplicações industriais, um transformador e uma linha de cubículos podem ser combinados em um invólucro, denominado subestação unitizada (da sigla em inglês USS = Unitized SubStation). De acordo com a última pesquisa da Visiongain, uma empresa de pesquisa de mercado, o mercado mundial de dispositivos de manobra deve atingir $ 152,5 bilhões de dólares estadunidenses em 2029 a um CAGR de 5,9%. O aumento do investimento em energia renovável e o aumento da demanda por sistemas de distribuição elétrica seguros e protegidos devem gerar o aumento.

## Componentes
Um conjunto de dispositivos de manobra tem dois tipos de componentes:
- Componentes condutores de energia, como interruptores, disjuntores, fusíveis e para-raios, que conduzem ou interrompem o fluxo de energia elétrica.
- Sistemas de controle, como painéis de controle, transformadores de corrente, transformadores de potencial, relés de proteção e circuitos associados, que monitoram, controlam e protegem os componentes condutores de energia.

## Funções
Uma das funções básicas do dispositivo de manobra é a proteção, que é a interrupção de curto-circuito e correntes de falha e/ou de sobrecarga, mantendo o serviço para circuitos não afetados. Ele também fornece isolamento de circuitos de fontes de alimentação bem como também é usado para aumentar a disponibilidade do sistema, permitindo que mais de uma fonte alimente uma carga.

## História

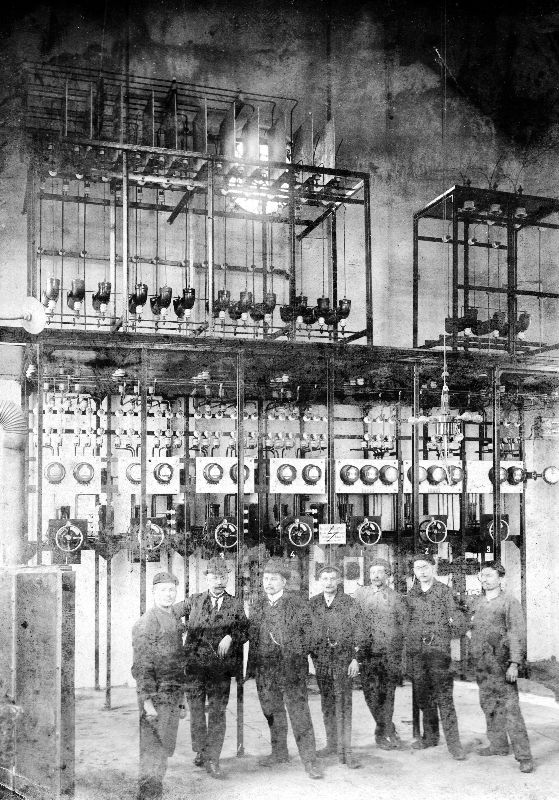
Dispositivo de manobra inicial (cerca de 1910)

Os dispositivos de manobra são tão antigos quanto a geração de eletricidade. Os primeiros modelos eram muito primitivos: todos os componentes eram simplesmente fixados a uma parede. Mais tarde, eles foram montados em painéis de madeira. Por razões de proteção contra incêndio, a madeira foi substituída por ardósia ou mármore. Isso levou a uma melhoria adicional, porque os dispositivos de interrupção e medição podiam ser conectados na frente, enquanto a fiação ficava na parte de trás. O porta-fusível com fusível comum é a forma mais simples de dispositivo de manobra e era usado para controlar e proteger luzes e outros equipamentos em residências, escritórios, etc. Para circuitos de uma classe mais alta, um fusível de alta capacidade de ruptura (HRC) em conjunto com uma chave pode servir para controlar e proteger o circuito. No entanto, tal conjunto de manobra não pode ser usado lucrativamente em um sistema de alta tensão.

## Habitação
O dispositivo de manobra para tensões mais baixas pode ser totalmente fechado dentro de um edifício. Para tensões mais altas (acima de cerca de 66kV), o dispositivo de manobra é normalmente montado ao ar livre e isolado a ar, embora isso exija uma grande quantidade de espaço. Ele também pode ser isolado a gás economizando espaço em comparação com o equipamento isolado a ar, embora o custo do equipamento seja mais alto. Já ele isolado a óleo apresenta risco de derramamento de óleo.
As chaves podem ser operadas manualmente ou ter acionamentos de motor para permitir o controle remoto.

## Tipos de disjuntores / religadores
Um dispositivo ou conjunto de manobra pode ser uma chave simples isolada a ar ou pode ser isolado por alguma outra substância. Uma forma eficaz, embora mais cara, de dispositivo de manobra é a isolada a gás (GIS), onde os condutores e contatos são isolados por gás hexafluoreto de enxofre pressurizado (SF6). Outros tipos comuns são dispositivos isolados a óleo ou a vácuo.
A combinação de equipamentos dentro de um invólucro permite interromper correntes de falha de milhares de ampères. Um disjuntor (dentro de um invólucro) é o componente principal que interrompe as correntes de falha. A extinção do arco quando o disjuntor / religador separa os contatos (desconecta o circuito) requer um projeto cuidadoso. Os disjuntores / religadores se enquadram nestes seis tipos:

### A óleo

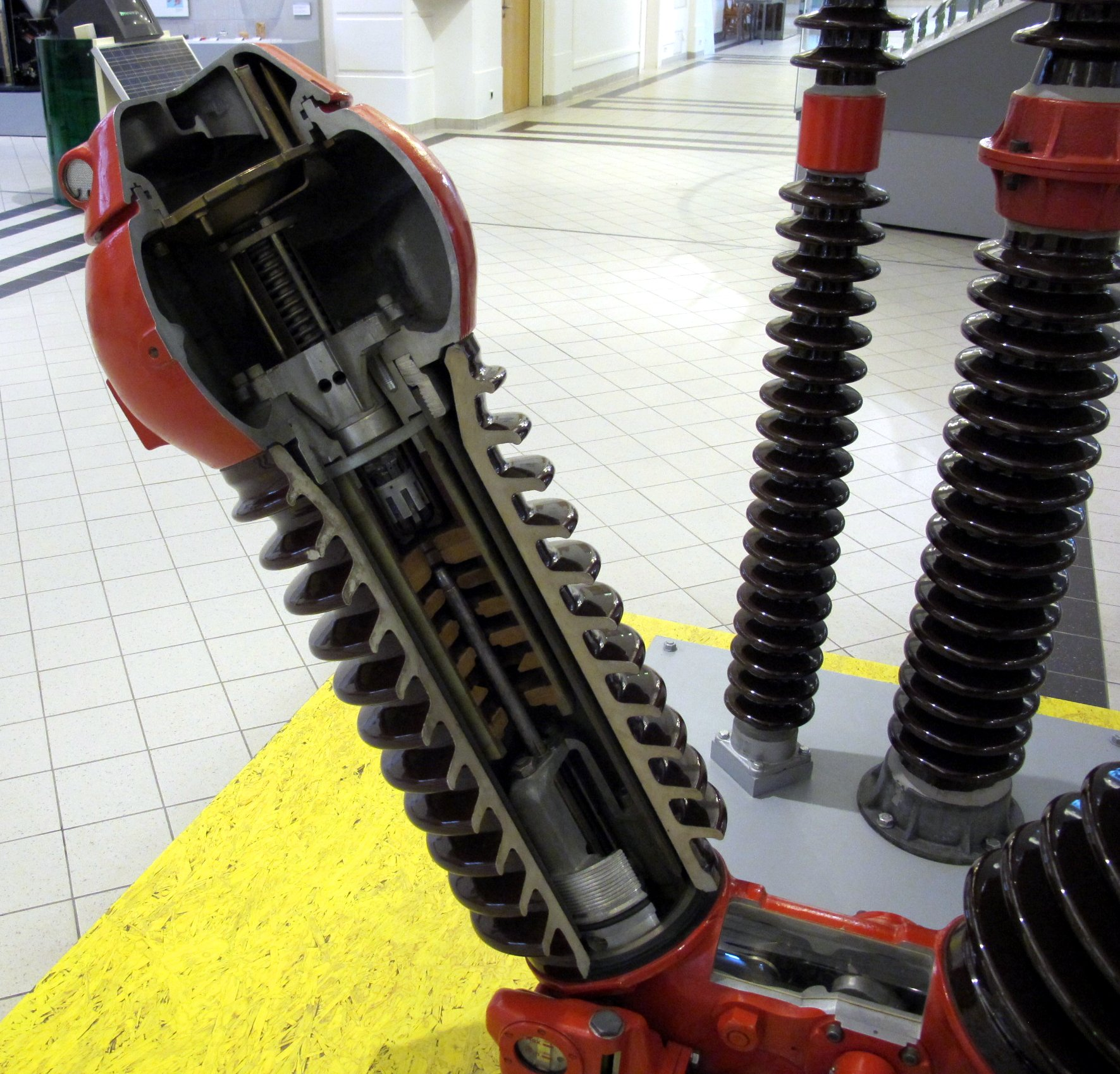
Corte didático de um disjuntor de alta tensão preenchido a óleo

Os disjuntores de óleo dependem da vaporização de parte do óleo para lançar um jato de óleo ao longo do caminho do arco. O vapor liberado pelo arco consiste em gás hidrogênio. O óleo mineral tem melhor propriedade de isolamento do que o ar. Sempre que houver uma separação dos contatos que transportam corrente no óleo, o arco no disjuntor é iniciado no momento da separação dos contatos e, devido a este arco, o óleo é vaporizado e decomposto principalmente em gás hidrogênio e, por fim, cria uma bolha de hidrogênio ao redor o arco elétrico. Esta bolha de gás altamente comprimido ao redor do arco evita que o arco volte a ser atingido depois que a corrente atinge o ponto zero do ciclo. O disjuntor / religador a óleo é um dos tipos mais antigos.

### A ar (comprimido)
Os disjuntores de ar podem usar ar comprimido (sopro) ou a força magnética do próprio arco para alongá-lo. Como a sustentação do comprimento do arco depende da tensão disponível, o arco alongado acabará se exaurindo. Alternativamente, os contatos são rapidamente colocados em uma pequena câmara selada, permitindo o escape do ar deslocado e soprando o arco para fora.
Os disjuntores geralmente são capazes de encerrar todo o fluxo de corrente muito rapidamente: normalmente entre 30ms e 150ms dependendo da idade e construção do dispositivo.

### A gás
Os disjuntores a gás (SF6) às vezes estendem o arco usando um campo magnético e, em seguida, contam com a rigidez dielétrica do gás SF6 para extinguir o arco esticado.

### Híbrido
O dispositivo de manobra híbrido é um tipo que combina os componentes do tradicional isolado a ar (AIS = Air Insulated Switchgear) e as tecnologias do painel de distribuição isolado a gás SF6. É caracterizado por um desenho compacto e modular, que engloba várias funções diferentes em um módulo.

### A vácuo
Os disjuntores / religadores com interruptores a vácuo têm características de arco mínimas (já que não há nada para ionizar além do material de contato), então o arco se extingue quando é esticado por uma pequena quantidade (<2–8 milímetros). Quase zero de corrente, o arco não está quente o suficiente para manter um plasma e a corrente cessa; a lacuna pode então suportar o aumento da voltagem. Os disjuntores / religadores a vácuo são freqüentemente usados em aparelhagens modernas de média tensão até 40,5 kV. Ao contrário dos outros tipos, eles são inerentemente inadequados para interromper falhas CC. A razão pela qual os disjuntores / religadores a vácuo são inadequados para interromper altas tensões DC é que com DC não há período de "corrente zero". O arco de plasma pode alimentar a si mesmo continuando a gaseificar o material de contato.

### A dióxido de carbono (CO2)
Os disjuntores que usam dióxido de carbono como meio isolante e extintor de arco funcionam com os mesmos princípios de um disjuntor de hexafluoreto de enxofre (SF6). Como o SF6 é um gás de efeito estufa mais potente do que o CO2, ao mudar de gás é possível reduzir as emissões de gases do efeito estufa em 10 toneladas durante o ciclo de vida do produto.

## Circuito de proteção

### Disjuntores / religadores e fusíveis
Os disjuntores e fusíveis desconectam quando a corrente excede um nível de segurança predeterminado. No entanto, eles não podem detectar outras falhas críticas, como correntes desequilibradas - por exemplo, quando um enrolamento de transformador entra em contato com o aterramento. Por si só, os disjuntores e fusíveis não conseguem distinguir entre curto-circuitos e altos níveis de demanda elétrica.

### Esquema de corrente circulante de Merz-Price
A proteção diferencial depende da lei de corrente de Kirchhoff, que afirma que a soma das correntes que entram ou saem de um nó do circuito deve ser igual a zero. Usando este princípio para implementar proteção diferencial, qualquer seção de um caminho condutor pode ser considerada um nó. O caminho condutor pode ser uma linha de transmissão, um enrolamento de um transformador, um enrolamento em um motor ou um enrolamento no estator de um alternador. Essa forma de proteção funciona melhor quando as duas extremidades do caminho condutor estão fisicamente próximas uma da outra. Este esquema foi inventado na Grã-Bretanha por Charles Hesterman Merz e Bernard Price .
Dois transformadores de corrente (TCs) idênticos são usados para cada enrolamento de um transformador, estator ou outro dispositivo. Os transformadores de corrente são colocados em torno das extremidades opostas de um enrolamento. A corrente em ambas as extremidades deve ser idêntica. Um relé de proteção detecta qualquer desequilíbrio nas correntes e desarma disjuntores para isolar o dispositivo. No caso de um transformador, os disjuntores do primário e do secundário abririam.

### Relés de distância
Um curto-circuito no final de uma longa linha de transmissão parece semelhante a uma carga normal, porque a impedância da linha de transmissão limita a corrente de falha. Um relé de distância detecta uma falha comparando a tensão e a corrente na linha de transmissão. Uma grande corrente junto com uma queda de tensão indica uma falha.

## Classificação
Várias classes diferentes de dispositivo de manobra podem ser feitas: 
- Por classe de corrente.
- Por classe de interrupção (máxima corrente de curto-circuito kAIC que o dispositivo pode interromper com segurança):
  - Disjuntores / religadores podem abrir e fechar em correntes de falha.
  - Chaves de abertura em carga simples podem abrir circuitos com corrente normal.
  - Chaves isoladoras são desconectores sem carga que só podem ser operadas após os disjuntores / religadores, ou até se a corrente da carga for muito baixa.
- Pela classe de tensão:
  - Baixa tensão (menor do que 1kV em CA).
  - Média tensão (de 1kV até aproximadamente 75kV, ambos em CA).
  - Alta tensão (de 75kV até cerca de 230kV, ambos em CA).
  - Extra alta tensão ou ultra alta tensão (mais do que 230kV).
- Por meio isolante:
  - Ar.
  - Gás (SF6 ou misturas).
  - Óleo.
  - Vácuo.
  - Dióxido de carbono (CO2).
- Por tipo de construção:
  - Uso interior (mais classificado pela classe IP = Ingress Protection ou tipo de invólucro NEMA).
  - Ao ar livre.
  - Industrial.
  - Utilidade.
  - Marítimo.
  - Elementos extraíveis (removível sem muitas ferramentas).
  - Elementos fixos (aparafusados).
  - Frente em linha viva ou energizada (live-front).
  - Frente em linha morta (dead-front).
  - Aberto.
  - Invólucro de metal – Um dispositivo de manobra montado completamente enclausurado em todos os lados e no topo com chapa de metal).
  - Revestido de metal – Uma variedade mais cara do dispositivo de invólucro de metal que tem as seguintes características: a chave principal e dispositivo de interrupção de tipo removível; barreiras de metal no chão para separar compartimentos e lacrar todos os maiores circuitos e peças; intertravamentos mecânicos; vãos condutores isolados e outras características.
  - Cubículo.
  - Resistente a arco elétrico.
- Por grau de separação interna da IEC:
  - Sem separação (forma 1).
  - Barramentos separados de unidades funcionais (forma 2a, 2b, 3a, 3b, 4a, 4b).
  - Terminais para condutores externos separados de barramentos (forma 2b, 3b, 4a, 4b).
  - Terminais para condutores externos separados de unidades funcionais mas não uma da outra (forma 3a, 3b).
  - Unidades funcionais separadas uma da outra (formas 3a, 3b, 4a, 4b).
  - Terminais para condutores externos separados um do outro (forma 4a, 4b).
  - Terminais para condutores externos separados de suas respectivas unidades funcionais (forma 4b).
- Por dispositivo de interrupção:
  - Fusíveis.
  - Disjuntor a ar.
  - Disjuntor / religador de pequeno volume de óleo.
  - Disjuntor  / religador a grande volume de óleo (GVO).
  - Disjuntor / religador a vácuo.
  - Disjuntor a gás SF6.
  - Disjuntor a CO2.
- Por método de operação:
  - Manualmente operado.
  - Operado por motor / energia armazenada (por exemplo: mola).
  - Operado por solenóide.
- Por tipo de corrente:
  - De corrente alternada.
  - De corrente contínua.
- Por aplicação:
  - Transmissão.
  - Distribuição.
- Por propósito:
  - Chaves seccionadoras.
  - Chaves de abertura em carga.
  - Chaves de aterramento.

Uma única linha pode incorporar vários tipos diferentes de dispositivos, por exemplo, barramento isolado a ar, disjuntores / religadores a vácuo e chaves operadas manualmente podem existir na mesma fileira de cubículos.
As classificações, o projeto, as especificações e os detalhes do dispositivo de manobra são definidos por uma infinidade de padrões. Na América do Norte são usados principalmente os padrões IEEE e ANSI; grande parte do resto do mundo usa os padrões IEC, às vezes com derivados ou variações nacionais locais.

## Segurança

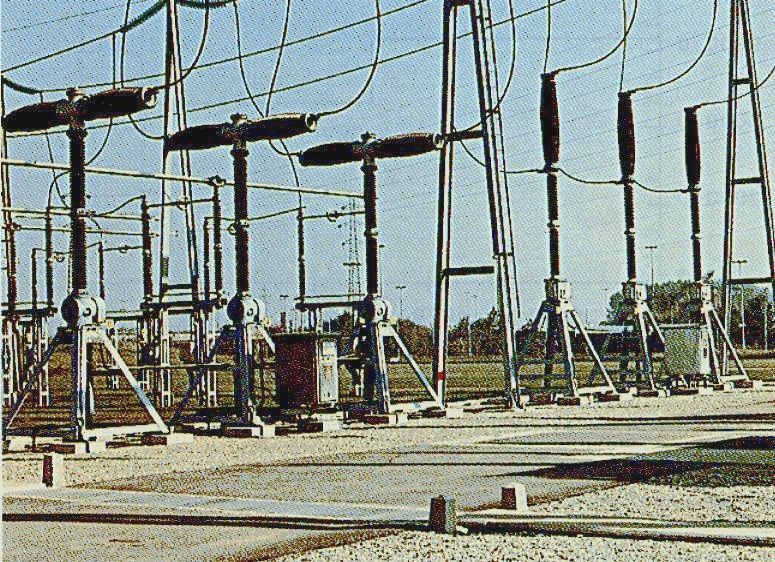
Disjuntor de 245kV em subestação isolada a ar

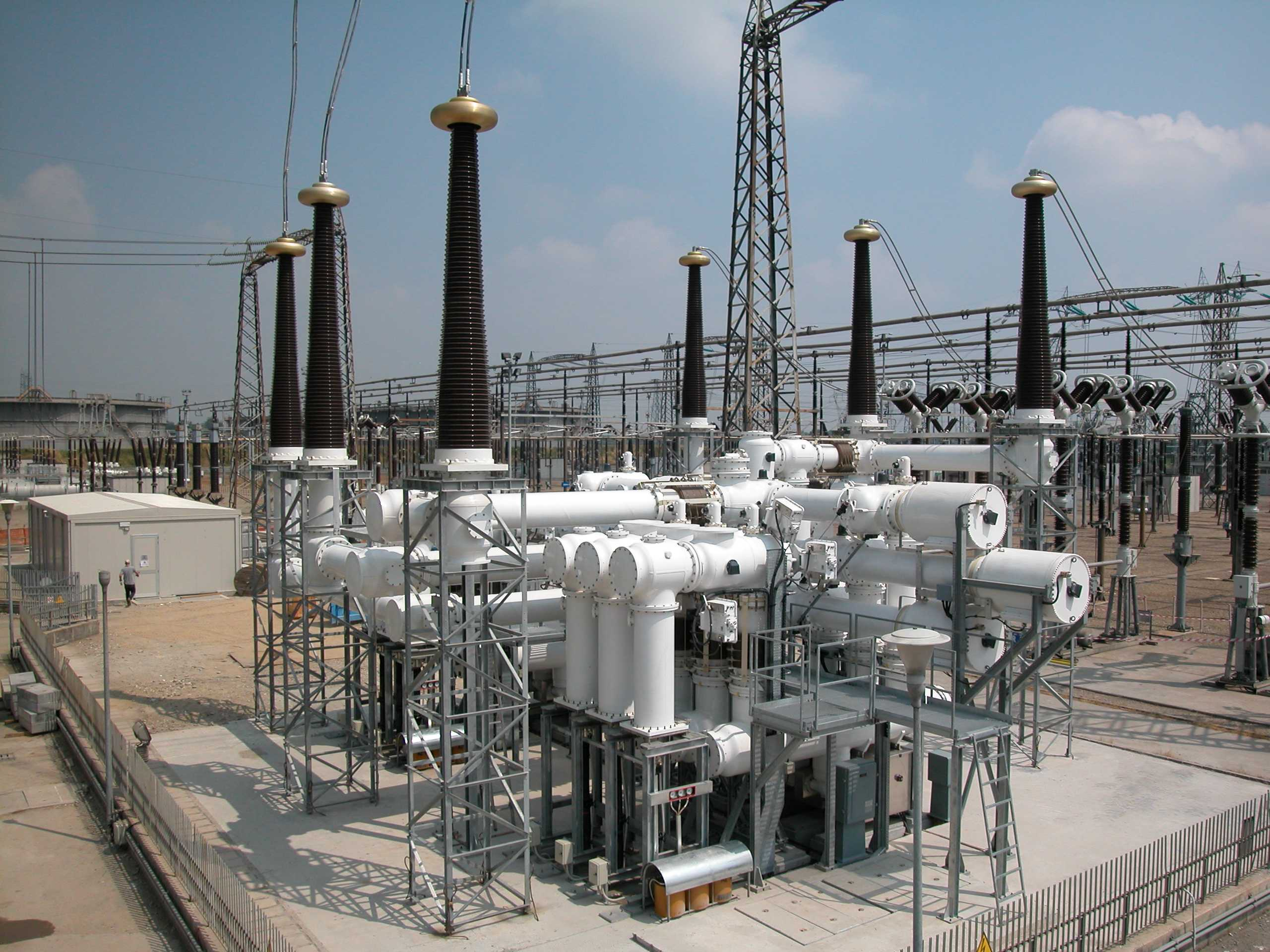
Conjunto de manobra (GIS) de 420kV isolada a gás

Para ajudar a garantir sequências de operação seguras do dispositivo de manobra, o intertravamento fornece cenários de operação predefinidos. Por exemplo, se apenas uma das duas fontes de alimentação podem ser conectadas em um determinado momento, o esquema de intertravamento pode exigir que a primeira chave seja aberta para liberar uma chave que permitirá o fechamento da segunda chave. Esquemas complexos são possíveis.
O conjunto de manobra para uso interno (indoor) também pode ser testado quanto ao tipo para contenção de arco elétrico interno (por exemplo, IEC 62271-200). Este teste é importante para a segurança do usuário, uma vez que o dispositivo de manobra moderno é capaz de interromper grandes intensidades de correntes.
O dispositivo de manobra é frequentemente inspecionada usando imagens térmicas para avaliar o estado do sistema e prever falhas antes que elas ocorram. Outros métodos incluem teste de descarga parcial (PD), usando testadores fixos ou portáteis, e teste de emissão acústica usando transdutores montados na superfície (para equipamentos de petróleo) ou detectores ultrassônicos usados em pátios de manobra ao ar livre. Sensores de temperatura instalados nos cabos do dispositivo podem monitorar permanentemente o aumento da temperatura. O equipamento SF6 é invariavelmente equipado com alarmes e intertravamentos para avisar sobre a perda de pressão e para evitar a operação se a pressão cair muito.
A crescente consciência dos perigos associados a altos níveis de falha resultou em operadores de rede especificando operações de chaves de aterramento e disjuntores extraíveis à portas fechadas. Muitas empresas de energia europeias proibiram operadores  de operar dentro de salas de controle. Sistemas de remotas estão disponíveis, o que permite ao operador operar o dispositivo de manobra de um local remoto sem a necessidade de usar uma roupa de proteção contra arco voltaico. Os sistemas de manobra exigem constantes manutenções para permanecerem seguros para uso e totalmente otimizados para trabalharem com tamanhas altas tensões.